# Énergie en Zambie
Le secteur de l'énergie en Zambie a un fort potentiel de croissance. Les ressources de la Zambie pourraient la rendre autonome, sauf pour le pétrole. La plupart de ces ressources sont peu exploitées.
La production d'énergie primaire était composée en 2019 de 82,2 % de biomasse, 11,4 % d'hydroélectricité, 6,3 % de charbon et 0,1 % de solaire.
La consommation d'énergie primaire par habitant de la Zambie s'élevait en 2019 à 24,6 GJ, soit seulement 31 % de la moyenne mondiale. Elle était composée de 17,3 % d'énergies fossiles (pétrole : 11,7 %, charbon : 5,6 %) et 83,4 % d'énergies renouvelables (biomasse : 73,2 %, hydroélectricité : 10,1 %, solaire : 0,1 %), moins 0,6 % d'exportations d'électricité.
L'électricité représente 13,4 % de la consommation finale d'énergie en 2019. Elle est produite en 2020 pour 85,4 % à partir d'énergies renouvelables (hydroélectricité : 84,4 %, solaire : 1 %) et pour 14,6 % à partir de combustibles fossiles (charbon : 12,5 %, pétrole : 2,1 %). D'importants projets hydroélectriques et solaires sont en cours de construction et de développement.
Les émissions de CO2 liées à l'énergie par habitant s'élèvent à 0,32 tonnes en 2019 en Zambie, soit seulement 7 % de la moyenne mondiale.

## Production d'énergie primaire
La production d'énergie primaire atteignait 391 PJ en 2019, en progression de 89 % par rapport à 1990. Elle était composée de 82,2 % de biomasse, 11,4 % d'hydroélectricité, 6,3 % de charbon et 0,1 % de solaire. Depuis 1990, la production de biomasse a progressé de 90 %, celle de charbon de 164 % et la production hydroélectrique de 55 %.

### Charbon
Les réserves prouvées récupérables de charbon de la Zambie étaient estimées par l'Agence fédérale allemande pour les sciences de la terre et les matières premières (BGR) à 45 Mt (millions de tonnes) fin 2020, loin derrière l'Afrique du Sud (9 893 Mt), le Mozambique (1 792 Mt), le Botswana (1 660 Mt) et le Zimbabwe (502 Mt). Elles représentent 45 ans de production au rythme de 2020. Les ressources potentielles sont estimées à 900 Mt.
La Zambie avait en 2015 des réserves prouvées en charbon de 80 millions de tonnes, situées dans la province méridionale. Il existe des réserves potentielles ailleurs dans le pays, bien que leur taille n'ait pour l'instant pas été quantifiée.
La production de charbon s'élève à 24,6 PJ en 2019, en progression de 164 % par rapport à 1990. Elle représente 6,3 % de la production d'énergie primaire du pays.

### Pétrole et gaz naturel
Même si la Zambie n'a pas de réserves de pétrole prouvées, le pays a une raffinerie de pétrole, celle de Indeni, à Ndola, dans la province de Copperbelt ; cette centrale permet de raffiner 24 000 barils de pétrole par jour,. Cette raffinerie est cependant critiquée, car elle est trop petite et peu efficiente.

## Consommation intérieure

### Consommation d'énergie primaire
La consommation d'énergie primaire par habitant de la Zambie s'élevait en 2019 à 24,6 GJ, soit seulement 31 % de la moyenne mondiale : 79,1 GJ ; celle de l'Afrique du sud était de 100,2 GJ, celle de la France de 150,5 GJ, celle de la Chine de 101,5 GJ et celle des États-Unis de 282 GJ.
La consommation intérieure d'énergie primaire de la Zambie s'est élevée à 439,7 PJ en 2019, en progression de 93 % depuis 1990. Elle est composée de 17,3 % d'énergies fossiles (pétrole : 11,7 %, charbon : 5,6 %) et 83,4 % d'énergies renouvelables (biomasse : 73,2 %, hydroélectricité : 10,1 %, solaire : 0,1 %), moins 0,6 % d'exportations d'électricité. Depuis 1990, la consommation de pétrole s'est accrue de 97 %, celle de charbon de 166 %, celle d'hydroélectricité de 55 % et celle de biomasse de 73 %. La consommation d'énergies fossiles a progressé de 115 % et celle d'énergies renouvelables de 85 %, la part de ces dernières reculant de 87 % en 1990 à 83,4 % en 2019.

### Consommation finale d'énergie
La consommation finale d'énergie de la Zambie s'élevait à 337,4 PJ en 2019, dont 14,2 % de consommation directe de combustibles fossiles (pétrole : 12,8 %, charbon : 1,4 %), 72,4 % de biomasse et 13,4 % d'électricité. Depuis 1990, elle a progressé de 86 % (pétrole : +88 %, charbon : -46 %, biomasse : +91 %, électricité : +111 %). Sa répartition par secteur est la suivante : industrie 22,4 %, transport 8,5 %, secteur résidentiel 65,5 %, secteur tertiaire 1,2 %, agriculture 0,7 %, usages non énergétiques (chimie) 0,9 %. L'industrie a progressé de 50 % depuis 1990, les transports de 168 %, le résidentiel de 97 % ; le tertiaire a reculé de 6 %.

## Secteur de l'électricité
Trois entreprises produisent et distribuent l'électricité en Zambie : Zambia Electricity Supply Corporation Limited (ZESCO), une entreprise publique, Lunsemfwa Hydro Power Limited, et Ndola Energy. La ZESCO est la plus importante des trois ; en 2016, elle possèdait et exploitait 94,7 % (2 306 MW sur 2434) de la capacité hydroélectrique installée.

### Production d'électricité
La Zambie a produit 15,16 TWh en 2020, dont 85,4 % d'énergies renouvelables (hydroélectricité : 84,4 %, solaire : 1 %) et 14,6 % à partir de combustibles fossiles (charbon : 12,5 %, pétrole : 2,1 %). Cette production a progressé de 89 % depuis 1990, l'hydroélectricité de 61 %, la production à base de charbon de 4759 % et celle à base de pétrole de 1296 %.

#### Centrales thermiques
Il existe en 2016 trois centrales thermiques reliées au réseau électrique dans le pays : une centrale de Ndola Energy de 50 MW, qui brûle du combustible de soute ; six turbines à gaz d'une capacité totale de 80 MW qui appartiennent à la Copperbelt Energy Corporation, et la centrale à charbon de Mambaa, de capacité 300 MW,.
La centrale à charbon de Mambaa (300 MW) a été construite sur le carreau de la mine de charbon de Maamba Collieries Ltd, dans la province méridionale, avec une participation de 65 % de Nava Bharat Singapore Pte. Une extension de 300 MW supplémentaires est en projet. L'objectif principal de cet investissement était de suppléer aux défaillances des centrales hydroélectriques en période de sécheresse,.

#### Énergie renouvelable
Le déficit de production électrique à la pointe de demande était estimé en avril 2016 à 560 MW. Le gouvernement, ZESCO, la société civile ainsi que d'autres acteurs tentent d'explorer les possibilités dans le domaine de l'éolien, du solaire et de la géothermie afin de combler ce déficit et suivre la demande future.

##### Hydroélectricité

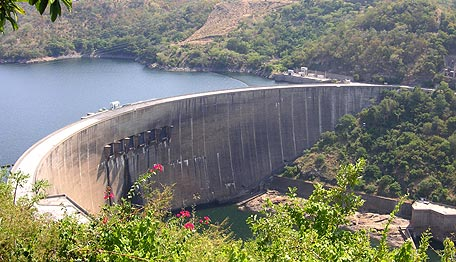
Barrage de Kariba, 1994.

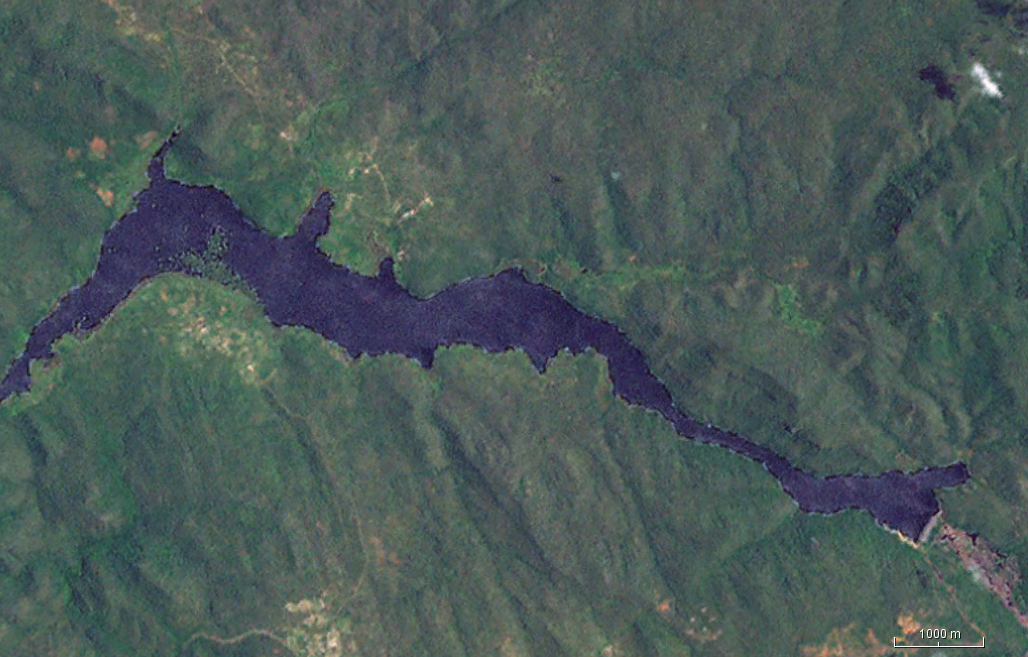
Réservoir du barrage de Kafue Gorge, vue satellite NASA, 2019.

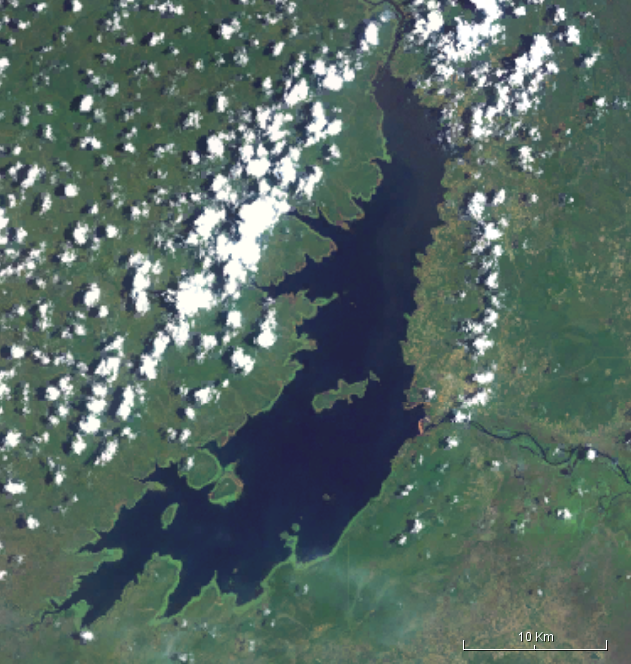
Réservoir du barrage d'Itezhi-Tezhi, vue satellite NASA, 2019.

Selon l'International Hydropower Association (IHA), la production hydroélectrique de la Zambie s'est élevée à 15 TWh en 2022, soit 0,34 % de la production mondiale et 10 % de la production africaine, au 1er rang en Afrique, ex æquo avec la RDC, devant l'Éthiopie, le Mozambique et l'Égypte : 14 TWh chacun. La puissance installée des centrales hydroélectriques de la Zambie totalisait 3 153 MW fin 2022, soit 7,8 % du total africain, au 4e rang en Afrique, derrière l'Éthiopie (4 824 MW), l'Angola (3 836 MW) et l'Afrique du sud (3 600 MW), et devant l'Égypte (2 876 MW) et la République démocratique du Congo (2 760 MW). En 2022, la Zambie a mis en service trois turbines de la centrale Kafue Gorge aval, soit 450 MW ; la cinquième turbine est entrée en fonctionnement en mars 2023.
En 2021, la production hydroélectrique de la Zambie représentait 0,35 % de la production mondiale et 10,3 % de la production africaine, au 1er rang en Afrique, ex æquo avec le Mozambique. En juillet 2021 a été mis en service la première unité de 150 MW de la centrale Kafue Gorge aval (750 MW), en construction par Sinohydro pour ZESCO.
L'hydroélectricité représente 84,4 % de la production d'électricité de la Zambie en 2020.
En 2016, le pays avait 2 338 MW de capacité hydroélectrique installée, et on estimait qu'une capacité supplémentaire de 6 000 MW pouvait encore être exploitée.
Les principales centrales hydroélectriques de la Zambie sont :
- le barrage de Kariba, construit de 1955 à 1960 dans les gorges du Zambèze à la frontière avec le Zimbabwe, qui alimente deux centrales : l'une en Zambie (1 080 MW), mise en service en 1976, et l'autre au Zimbabwe[16] ;
- le barrage de Kafue Gorge amont (900 MW), construit entre 1967 et 1973 sur la rivière Kafue, affluent du Zambèze ;
- le barrage d'Itezhi-Tezhi (120 MW), construit entre 1974 et 1977 sur la rivière Kafue ; la centrale a été mise en service en 2016[17] ;
- la centrale des chutes Victoria (108 MW), dans la gorge du Zambèze en aval des chutes Victoria, équipée en trois étapes (1936 et 1968)[18].

Plusieurs grandes installations hydroélectriques ont été ou sont en train d'être rénovées, comme la centrale du barrage de Kariba, dont la capacité a été portée de 720 MW à 1 080 MW en 2014. Le barrage lui-même est en cours de rénovation de 2017 à 2025.
La centrale Kafue Gorge aval (750 MW) est en cours de construction sur la rivière Kafue, en aval du barrage de Kafue Gorge amont et en amont du confluent entre la Kafue et le Zambèze. La première unité de 150 MW de la centrale a été mise en service en juillet 2021.
De plus, on compte quelques nouveaux projets pour des grandes installations, en cours de développement, comme la centrale hydroélectrique de Batoka Gorge (2 400 MW, dont 1 200 MW pour la Zambie) en collaboration avec le Zimbabwe, sur le Zambèze en amont de Kariba, dont le chantier devait démarrer en 2022,, le projet de centrale de Luapula (789 MW), sur la rivière Lwapula à la frontière avec la République démocratique du Congo, pour le développement duquel un mémorandum d'entente a été signé en juin 2022.
De plus, il y a un potentiel hydroélectrique non négligeable qui pourrait être exploité par des projets d'électrification rurale de petite taille.
Cependant, la production d'hydroélectricité est affectée par le réchauffement climatique, qui fait baisser le niveau des réservoirs ; par exemple, en 2016 les réservoirs zambéziens affichent un niveau inférieur de 13 % à leur niveau habituel. En 2019, le niveau du réservoir de Kariba atteint un niveau exceptionnellement bas, obligeant la Zambie à réduire drastiquement sa production hydroélectrique et causant des coupures quotidiennes.

##### Solaire
En avril 2019, la centrale solaire de Bangweulu (54 MWc), s'étendant sur 52 ha à Lusaka et développée par Neoen et First Solar, a été mise en service, deux ans après la signature du contrat, avec un coût record de 0,06 $/kWh (indexé sur l'inflation) pour 25 ans,.
En août 2019, la centrale solaire de Ngonye (34 MWc), construite par Enel Green Power, a été mise en service avec un coût de 0,078 4 $/kWh.
Le projet de centrale solaire à concentration de Kalulushi (200 MW), dans la province de Copperbelt, est développé par trois producteurs indépendants, qui en ont confié en 2020 les travaux de génie civil à Sinohydro. La centrale à miroirs cylindro-paraboliques sera construite sur 450 ha.
Le projet de centrale solaire photovoltaïque de Serenje (200 MWc), dans la province centrale, est développé par l'américain Ultra Green Corporation qui prévoit d'ouvrir le chantier en septembre 2021.
La compagnie chinoise Power China a reçu en 2021 l'approbation du gouvernement pour investir 548 millions $ dans trois centrales photovoltaïques (600 MWc).

### Consommation d'électricité
Selon l'Agence internationale de l'énergie, la consommation moyenne par habitant s'élève à (721 kWh), soit 22 % de la moyenne mondiale (3 265 kWh) et 19 % de celle de l'Afrique du sud (3 835 kWh).
La consommation d'électricité de la Zambie s'est élevée en 2019 à 12,53 TWh. Elle a progressé de 111 % depuis 1990. Elle se répartit en 56,4 % pour l'industrie, 32,1 % pour le secteur résidentiel, 7,2 % pour le secteur tertiaire et 2,5 % pour l'agriculture. Depuis 1990, l'industrie a progressé de 61 %, le résidentiel de 594 % et le tertiaire de 17 %.
En 2020, selon la Banque mondiale, 44,5 % de la population zambienne avait accès à l'électricité.
Le site Africa-EU-Renewables estimait en 2016 que seulement 28 % de la population avait accès à l'électricité, avec une forte disparité entre la population urbaine (62 % ont accès à l'électricité, le reste représentant 500 000 foyers) et rurale (5 % y ont accès, le reste représentant 1,8 million de foyers). L'Agence de développement de Zambie estimait en 2016 la croissance annuelle de la demande en électricité dans le pays à 3 % par an.

### Exportation d'électricité
En 2020, la Zambie a exporté 1 340 GWh d'électricité, soit 8,8 % de sa production, et en a importé 130 GWh.
La mise en service progressive en 2022-2023 du barrage de Kafue Gorge aval (750 MW va permettre à la Zambie d'exporter une part de sa production vers le Malawi, le Zimbabwe, l'Afrique du sud et la Namibie.

## Impact environnemental
Selon l'AIE, les émissions de CO2 liées à l'énergie par habitant s'élèvent à 0,32 tonnes en 2019 en Zambie, soit seulement 7 % de la moyenne mondiale : 4,39 tonnes et 4 % de celle de l'Afrique du sud : 7,40 tonnes.